# L'Odissea (musical televisivo)
L'Odissea è stato un musical televisivo trasmesso su Canale 5 nei giorni di 13 e 20 dicembre 1991, ed era diretto per la regia da Beppe Recchia.

## Strutturazione
Il musical narrava le avventure di Ulisse (interpretato da Andrea Roncato), ed era costituito dalla parodia di molte canzoni famose adattate alla storia, sullo stesso schema del ciclo parodistico Rai Biblioteca di Studio Uno. Vedeva i volti noti delle televisioni Mediaset, allora con il nome di Fininvest, interpretare i vari personaggi dell'opera omerica. Da ricordare inoltre la partecipazione di Sylva Koscina nel ruolo di Minerva.